# Аксай (Акжарський район)
Акса́й (каз. Ақсай) — село у складі Акжарського району Північноказахстанської області Казахстану. Входить до складу Восходського сільського округу, раніше було центром та єдиним населеним пунктом ліквідованої Кузбаської сільської ради.
Населення — 63 особи (2021; 203 у 2009, 499 у 1999, 819 у 1989).
Національний склад станом на 1989 рік:
- росіяни — 46 %
- казахи — 21 %.

До 2009 року село називалось Кузбаське.